# 马普切人
马普切人（Mapuche，大地的子民）是一群生活在智利中南部和阿根廷西南部的原住民。他们是一个分布广泛的种族，由各种各样的族群们组成，但是这些族群们有着共同的社会结构、经济结构，以及共同的宗教与语言。他们的影响曾经扩大到了阿空加瓜河与奇洛埃群岛之间，并在之后向东分布到了阿根廷的彭巴平原。马普切人佔智利人口约4%，并尤其地集中在阿劳卡尼亚，而由于移民活动，在圣地亚哥也有许多的马普切人。
马普切人一词可以指阿劳卡尼亚的全体皮昆切人（Pikunche，北方人）、威利切人（Williche，南方人）、伍卢切人（Nguluche，西方人），或者专指阿劳卡尼亚的伍卢切人。马普切人传统的经济是基于农业的，而他们的传统社会组织是由广泛的氏族构成的。马普切人的氏族由酋长（longko，头脑，或酋长）统治，然而在战争时期，他们会联合在一个更大的群体里，并选举一位战争领袖（toki，斧子、战斧，或持斧者）来领导他们。
在西班牙人抵达前，阿劳卡尼亚的马普切人生活在伊塔塔河与托尔滕河之间的多山谷地区，而此时，生活在托尔滕河以南的则是威利切人，而昆科人（Kumikoche，红水之人；西班牙语：Cunco或Junco）则生活在遥远南部的奇洛埃群岛。在17、18、19世纪，马普切群体向东迁移到了安第斯山脉与彭巴平原，同波亚人（Vuriloche，另一侧之人；西班牙语：Poya）、佩文切人（Peweṉche，智利南洋杉之人）混居，并与之建立了关系。与此同时，彭巴地区的三个族群──普韦勒切人（Pwelche，东方人）、然格勒切人（Rankülche，茅草之人），以及北边的切韦勒切人（Chewelche，狂热之人）──也同马普切群体有了接触。切韦勒切人采纳了马普切语和马普切人的一些文化，这便是所谓的阿劳卡尼亚化。
在历史上，南美洲的西班牙殖民者曾经称马普切人为阿劳卡尼亚人（西班牙语：Araucano）。不过，现在一些人通常认为这个词含有贬义。克丘亚语中的awqa（反叛者，敌人）一词可能不是“阿劳卡尼亚人”的词根，“阿劳卡尼亚”这个地区的名字更可能来自阿劳科这座城市的名字（马普切语：Ragko，粘土一样的水）。
在殖民时期，一些马普切人与西班牙人往来，由此在智利诞生了一大群混血儿，但是阿劳卡尼亚与巴塔哥尼亚的马普切人社会依然是独立的，直到19世纪晚期，智利占领了阿劳卡尼亚，阿根廷征服了沙漠。从那之后，马普切人成为了这两个国家的公民。今天，许多马普切人和马普切人共同体在进行着所谓的马普切人的斗争，在智利与阿根廷争取土地和固有的权利。

## 历史

### 前西班牙时代

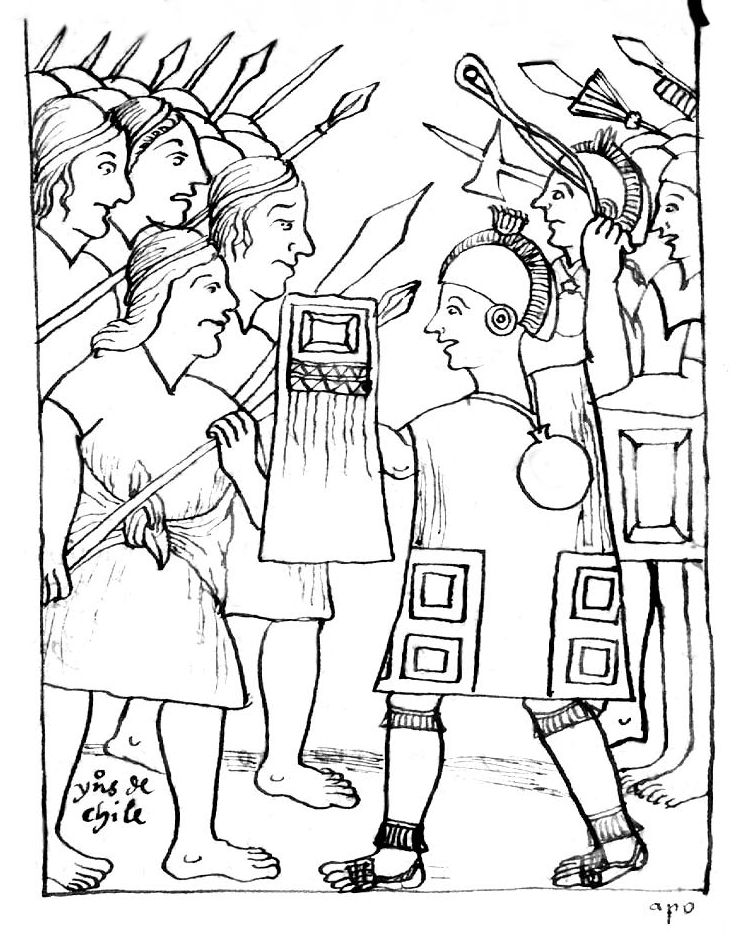
瓦曼·波马·德·阿亚拉的关于马普切人（左）和印加人（右）的对抗的画

西班牙人来临时期的马普切人旗帜

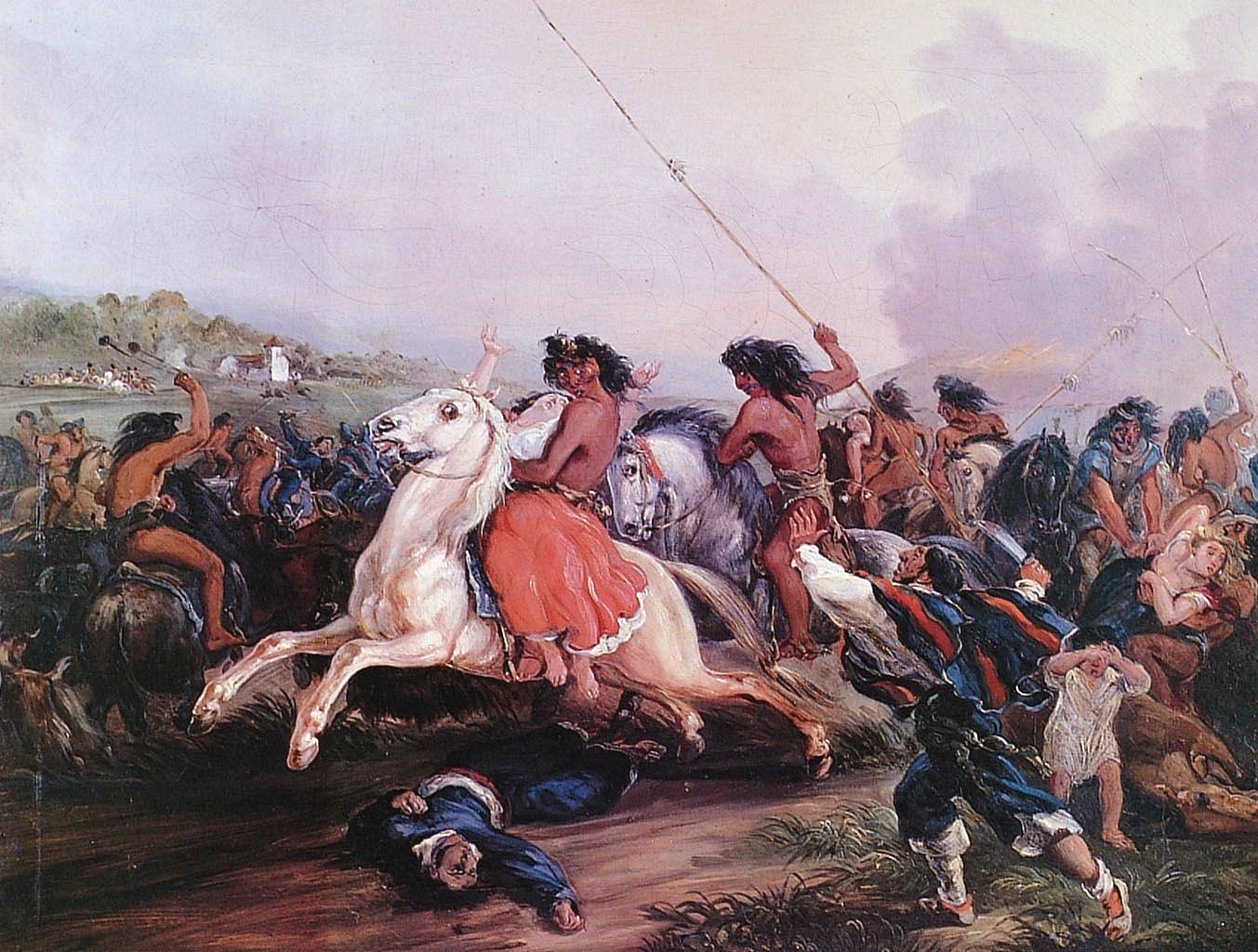
突袭中的马普切人

马普切人的起源是不清楚的，并且关于他们的语言和别的语言在语言学上的联系，也没有一致的意见。克罗埃塞（1989，1991）曾提出假设说，马普切语与阿拉瓦克语有关。2007年的动物遗体脱氧核糖核酸分析报告暗示了哥伦布时代前的阿劳卡尼亚鸡来自波利尼西亚，这便暗示了马普切人与波利尼西亚的之间的接触。更近的研究则强烈地质疑这一宣称，认为马普切人与波利尼西亚之间没有接触。
馬普切人當時有著50萬-70萬人，並由於獵物數量有限而以務農為生。他們通常種植馬鈴薯、菜豆、葫蘆、辣椒和玉米。他們用這些原料制作各式各樣的菜餚和食品。他們也透過玉米及野果發酵釀制的汁兒釀造奇恰酒。
尽管马普切人缺乏一个国家组织，然而他们成功地抵抗了印加帝国的许多次的征服他们的企图。他们抵抗过萨帕·印加、图帕克·尤潘基，及其军队。双方在马乌莱河战役中进行了三天血战，其结果是印加人对智利领地的征服以马乌莱河为终点。印加人退到了拉佩尔河与卡查波阿尔河的北岸，凭借在今天的拉孔帕尼亚山、拉穆拉利亚山等地的堡垒而确立了一条强化的边境线。
在印加人的征服停止後，印加人強制推行官僚行政等級制。马乌莱河以北的馬普切人被印加帝國重新安置，並被逼種地、開礦。而马乌莱河以南、仍然獨立的馬普切人發展了與印加人的貿易關係，並學會了印加人的手工技藝。

### 阿劳卡尼亚战争
尽管西班牙人在征服智利中征服了皮昆切人，然而在西班牙人称为“阿劳卡尼亚”的这一地区，当地的伍卢切人与入侵者斗争了300多年。在西班牙人第一次征服了马普切人之后，他们又在16世纪晚期发动了有力的起义，以至于有些地方又回到了马普切人的手中，直到19世纪晚期才再次落入了欧洲人的手中。马普切人与欧洲人之间的主要的地理分界线之一是比奥比奥河。它被马普切人用作了一个天然的障碍，抵挡了西班牙人与智利人的侵略。这300多年也并非全都是敌对时期，马普切人与西班牙人或智利人之间同样有大量的贸易往来和文化交汇。马普切人的这一长期抵抗被称为阿劳卡尼亚战争。这场战争的早期阶段随着阿隆索·德·埃尔西利亚的史诗《阿劳卡尼亚人》而万古流传。
到了17世纪中期，为了结束敌对行为，马普切人与智利总督曾定下了一系列的条约,1641年的基林条约迫使西班牙承认各个马普切群落的自治权，在那之后西班牙的策略偏向于通过贸易往来和传教施加影响力。到18世纪末期，许多马普切酋长都接受了西班牙国王为法律上的君主，但仍然在实际上却保持着独立。但到了1723年，随着冲突的不断加剧，马普切和西班牙之间又爆发了一系列武装冲突，阿劳卡尼亚战争再度开始了，且一直持续到18世纪末。
在智利独立战争中，智利造反反抗西班牙君主的统治。在“战斗到死”战事期间，一些马普切酋长与比森特·贝纳维德斯领导的忠君者们结为同盟。西班牙人在已经失去了对瓦尔迪维亚以北的所有城市和港口的控制的情况下，便依赖于马普切人。马普切人重视与西班牙当权者们制定的那些条约，不过，许多马普切人对这场战争持不同态度并两头占便宜。在智利从西班牙独立之后，马普切人与智利人共存并互相贸易。尽管冲突频繁地发生，智利人仍谨慎地控制着比奥比奥河北岸。

### 占领阿劳卡尼亚

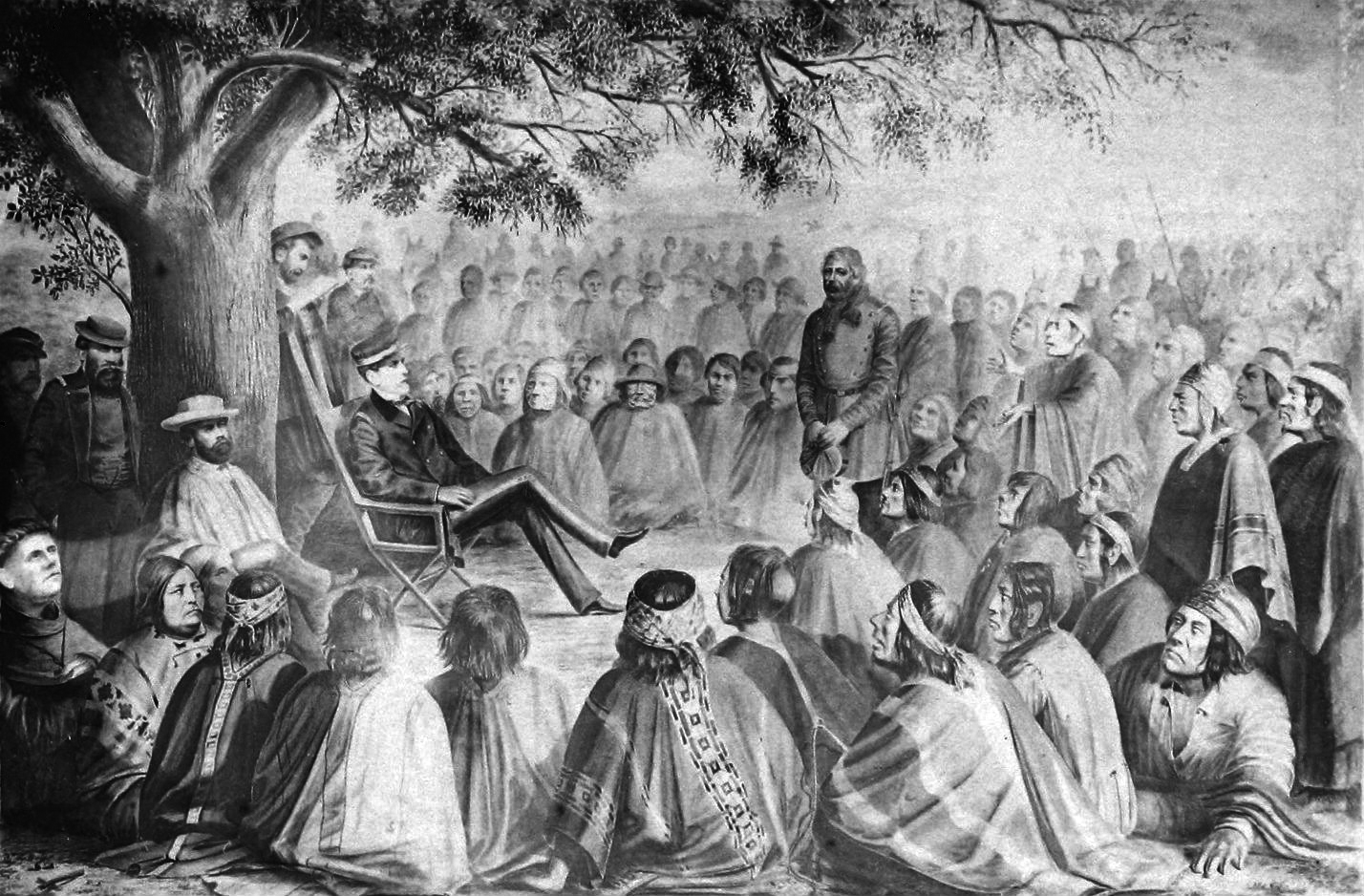
1869年科尔内利奥·萨韦德拉·罗德里格斯与阿劳卡尼亚的主要的酋长们会面

智利的人口压力在马普切边境增强，而到了19世纪80年代，智利扩张到了马普切人心脏地带的北面和南面。当智利在硝石战争中战胜了玻利维亚和秘鲁之后，它有了一支庞大的常备军以及相对现代的军械库。最后，在19世纪80年代的中期到晚期这段时间内，智利以推翻自立为阿劳卡尼亚的国王的法国冒险者奥雷利耶-安托万·德·图南为借口，在所谓的“阿劳卡尼亚的和解”活动中，征服了马普切人。
在武力与外交的组合作用下，智利政府迫使一些马普切首领签署条约，以同意将阿劳卡尼亚领地合并入智利。战争的终止导致了疾病与饥饿广泛分布到了许多村庄。据称，在一代人之间，马普切人总数从50万下降到了2.5万。那个时期的著名的历史学家们曾经争论过2.5万这个数字是不是低得太夸张了。在征服后的时期，智利拘留了很大一部分马普切人，摧毁了马普切人的畜牧经济、农业经济、贸易经济，还掠夺了马普切人的财产（不动产及私人财产──包括大量的银质首饰，以补充智利国家金库）。智利政府创造了一个保留区系统，名叫“迁移区”，这类似于北美的保留区系统。之后的马普切人代代生活在极端的贫困之中，这便是被征服并失去了传统的土地的结果。

### 新近的历史
现在许多马普切后人生活在智利南部与阿根廷；一些人还保持着他们的传统并继续以农业为生，但是多数人已经迁移到了城市以寻求更好的经济机遇。许多马普切人都集中在圣地亚哥。智利的阿劳卡尼亚大区即以前的阿劳卡尼亚。它的农村人口80%都是马普切人。在湖大区、比奥比奥大区、马乌莱大区，也有大量的马普切居民。
在2002年的智利人口普查中，604349人自认为是马普切人。这些人分布最大的两个大区是阿劳卡尼亚大区和圣地亚哥首都大区。它们分别有203221名和182963名马普切人，都超过了阿根廷在2004年到2005年的马普切人总人口。
最近若干年里，智利政府曾试图矫正过去的一些不公。智利议会在1993年通过了《19253号法案》（《印第安人法案》），正式承认了马普切人和七个其他少数民族，以及马普切语言和文化。以前被禁止使用的马普切语现在成为了特木科一带的小学的一门课程。
尽管马普切人占智利人口的4.6%，但是很少有马普切人坐到了政府的位置上。在2006年，智利的38名参议员和120名众议员中，只有一人被确认是原住民。在市级政府中，这个数量则要高一些。
此外，各个马普切人组织的代表们加入了非联合国会员国家及民族组织，以寻求对他们的文化和土地权的承认和保护。

#### 现代的斗争
土地争执与暴力对抗在一些马普切人地区持续着，尤其是在阿劳卡尼亚大区的北部的特赖根与卢马科的附近，以及它们之间。为了解决紧张的局势，历史真相与新处理方法委员会在2003年发布了一份报告，呼吁智利有力地改变对待原住民们的方式。它提到的这些原住民中，百分之八十以上都是马普切人。这些建议还包括正式地确认原住民们的政治权利和“领土”权利，并努力促进他们的文化同一性。
尽管日本和瑞士的股份活跃在阿劳卡尼亚的经济之中，然而主要的林业公司还是归智利所有的。这些公司在几十万英亩的土地上种植了非土生的植物，比如蒙特雷松、黄杉、桉树，有的时候还取代了土生的瓦尔迪维亚温带雨林。不过，如此的取代现在已经被禁止了。
智利出口到美国的木材大多数来自智利南部。它们每年的价值有6亿多美元。一个叫森林道德的自然资源保护组织领导了一场保护森林的国际活动，结果导致了家得宝连锁店和其他的主要木材进口公司们同意了修改他们的购买方针为“提供保护给智利土生森林”。一些马普切首领还在为森林争取更有力的保护。
最近若干年里，马普切激进者们做出的不法行为已经按反恐怖法而遭到了起诉。反恐怖法最初是奥古斯托·皮诺切特的军事独裁政府所采用的。该法律允许原告长达六个月不向被告及其辩护律师显示证据，允许隐藏证人身份，而证人可以在掩蔽物之后向法官显示证据。马普切人有一些激进的暴力组织，比如阿劳科-马列科协调者。他们采取的手段包括焚烧建筑物与牧场，和对敌人及其家人发出死亡威胁。马普切人共同体的抗议者们曾经使用过这些手段来对付跨国林业股份公司和私营个体们。在2010年，马普切人发动了几场绝食抗议，企图造成反恐怖法的改变。

## 文化

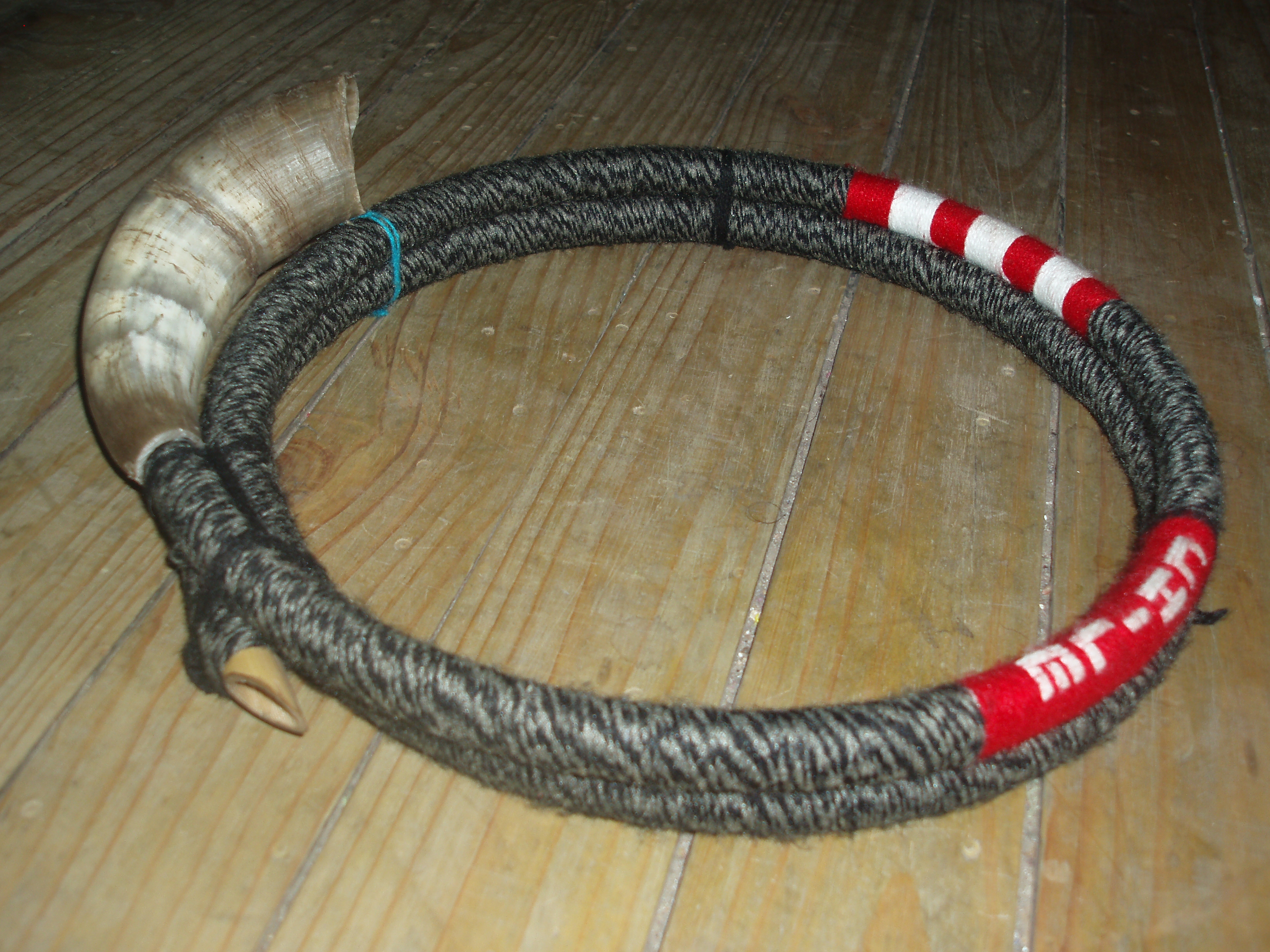
马普切乐器

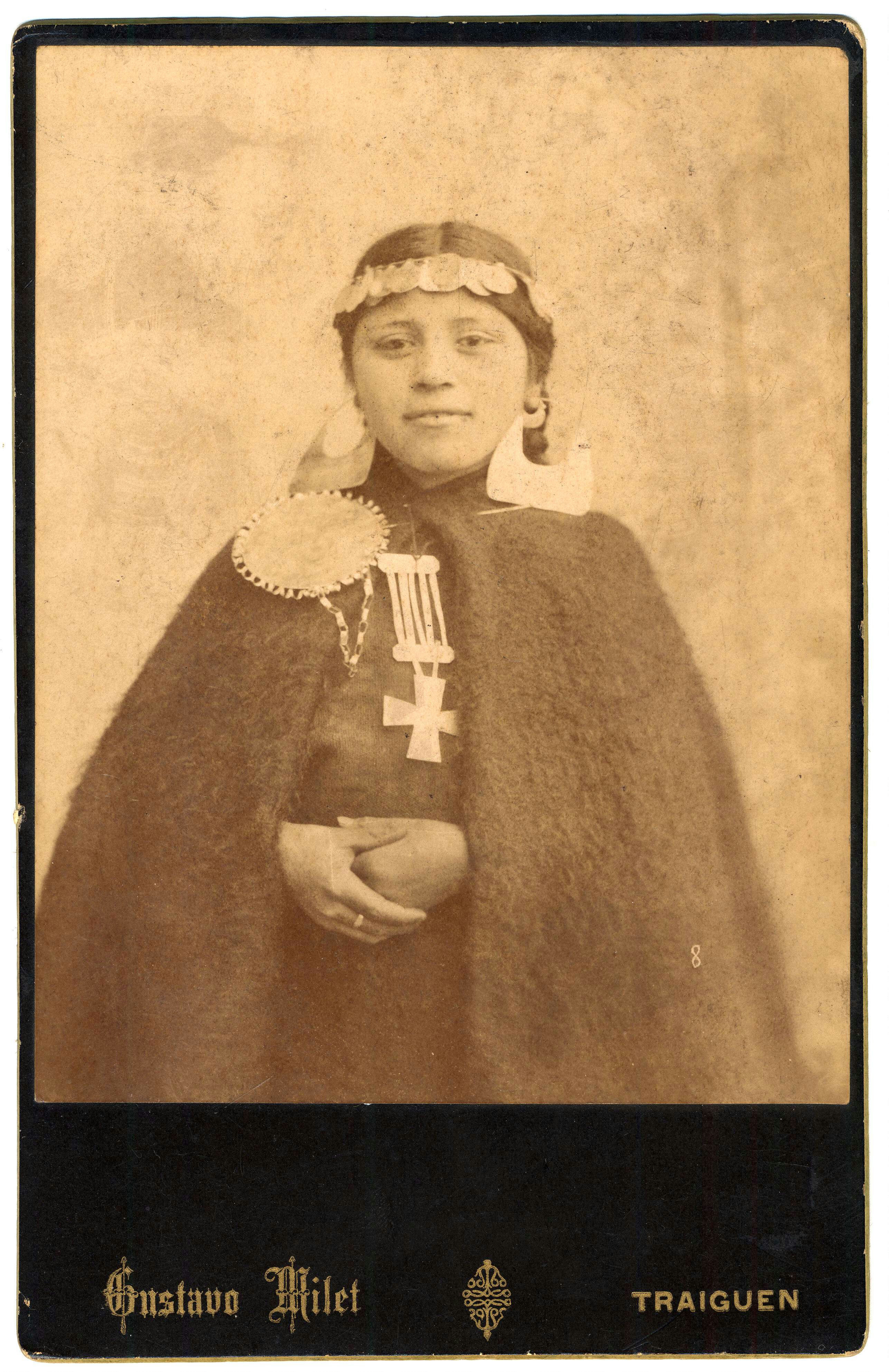
一名戴着银币做的头带和其他银做的首饰的马普切姑娘

在欧洲人到来之时，马普切人已经有能力组织起来，创建一个堡垒与复杂的防御型建筑物的网络，此外还有礼仪性的建筑物，比如最近在普伦附近发现的一些土丘。他们很快地从西班牙人那里学会了冶铁术（他们已经会冶铜了）和马术，以及在战争中使用骑兵，还学会了栽培小麦和养羊。西班牙人殖民地与相对独立的马普切人地区共存了300多年。在这段时期里，马普切人还发展出了与西班牙人和智利人贸易的一个牢固的传统。西班牙人和智利人的银币大量而广泛地流通，使得银加工传统深受马普切人重视。马普切人精巧地用银加工出了首饰、头带等物。

### 马普切人的语言

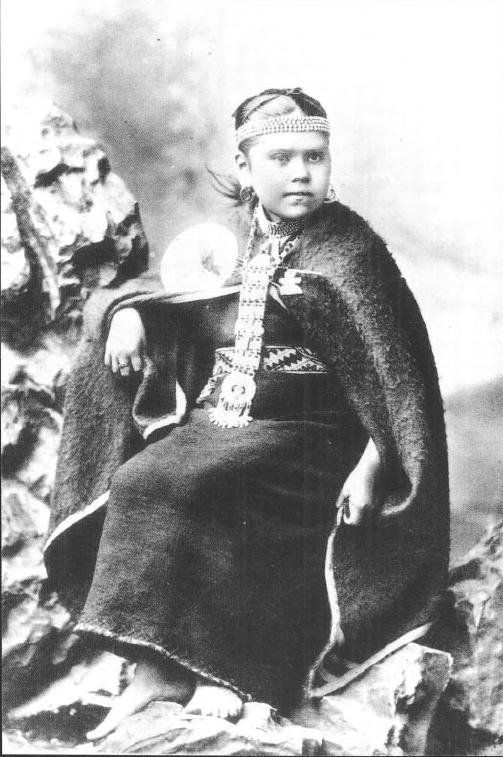
吉拉班酋长之女

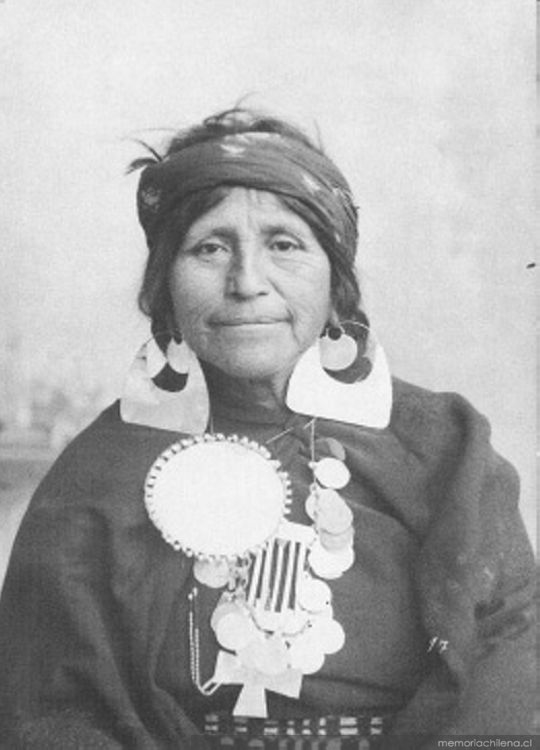
一名酋长夫人

马普切人的语言被使用在智利以及阿根廷的一片更小的地区。它们目前存在两个分支：威利切语和马普切语。尽管马普切人与使用克丘亚语的人没有基因上的联系，然而可以看到马普切人的语言在词汇上受到的克丘亚语的影响。据估计，在智利只有大约200000人能完全流利地说马普切人的语言，并且马普切人的语言在教育系统中仍然只得到象征性支持。最近若干年里，在比奥比奥大区、阿劳卡尼亚大区、湖大区的乡村学校里，马普切语开始被教授。

### 神话与信仰
马普切神话中的主要神灵群体是比利亚尼诸灵（Pillañ，灵；善灵）、瓦额伦诸灵（Wangüḻeṉ，星；祖先之灵，且都是女性）、额恩诸灵（Ngeṉ，主人；自然之灵）、韦古弗诸灵（Wekufü，恶魔；邪灵）。安德（Antü，太阳；属于比利亚尼诸灵，并统治比利亚尼诸灵，代表太阳）与额恩切（Ngeṉche，人类之主人；属于额恩诸灵，并统治人类之灵）是主要的神灵。
祭司（machi，萨满）这一角色位于马普切信仰的中心。充当祭司的通常是女人，她们以学徒的身份而师从于一位更年长的祭司。马普切人的祭司与萨满有许多的共同特征。祭司表演仪式以治病，避邪，改变天气、收成、社会影响及梦境。祭司通常有着广泛的关于智利草药的知识。然而由于商业性的农业和林业的影响，智利乡村地区的生物多样性下降了，于是这门知识的散播也下降了。不过，这门知识现在正在复兴。祭司对圣石和圣兽也有着广泛的知识。
与许多文化相似，马普切人也有大洪水的神话（马普切语：Epeu，故事，传说），在这个故事中，世界被摧毁又被重建。这个神话涉及到两个相对的势力：盖盖蛇（Kaykayvilu，与水有关的蛇，即水蛇；属于比利亚尼诸灵，水之神灵，统治大海，用洪水带来了死亡）与真真蛇（Trengtrengvilu，与土有关的蛇，即土蛇；属于比利亚尼诸灵，安德之子，土之神灵，统治大地上的所有生命，退掉了大地上的水）。在这场大洪水中，几乎所有人都被淹死了，没被淹死的少数人通过人吃人而幸存着。最后，只剩一对夫妇，并且他们曾被一位祭司告知，他们必须把他们唯一的孩子交给洪水，才能恢复世界的秩序。后来，马普切人的仪式之一便是进行祈祷并用动物来献祭，以维持宇宙的平衡。这一信仰仍然存在着，并且在1960年，一位女祭司用了一个小男孩来献祭：在一场地震和一系列海啸之后，将他扔进了水中。
与马普切人的信仰和社会同等重要的一个部分就是从1540年开始的被铭记的（与西班牙人和之后的智利人的）独立与抗争，以及他们与智利政府在19世纪70年代签订了条约的历史。因此，马普切文化也是智利文化的一部分。马普切人的记忆、故事、信仰通常是非常地方性的，并且是叙述详细的。这些都是马普切传统文化的一个重要部分。尽管今天大多数智利人都极力接受马普切人为智利人，今天大多数阿根廷人也接受他们为阿根廷人，但是马普切人的抗争史仍然持续到了今天，只是现在反抗的程度不同了而已。

### 纺织

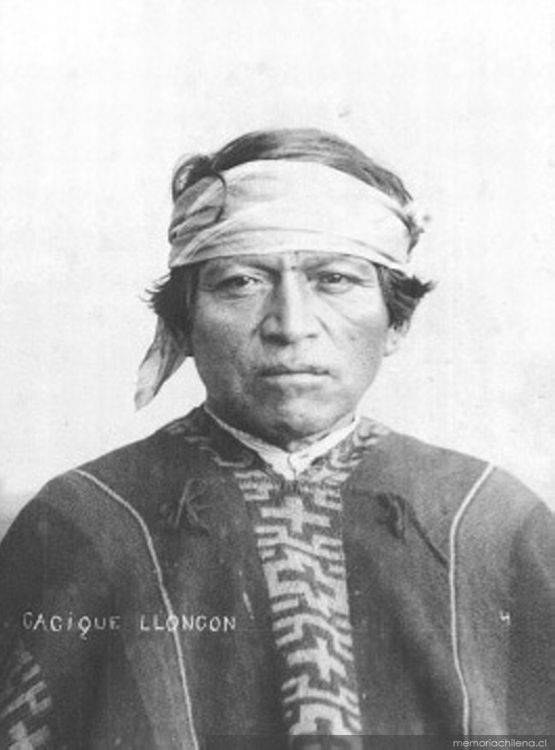
穿手工制南美洲斗篷的利翁孔酋长

马普切人的最著名技艺之一便是纺织。在特木科市附近的皮特伦公墓、比奥比奥大区的阿尔沃扬科遗址、内乌肯省的雷沃列多·阿里瓦公墓等地所进行的考古，发现了关于美洲大陆极南地区（今天的智利南部和阿根廷）的薄织物的存在的最古老的资料。考古者们发现了用复杂的技术和图案制作的织物，这些织物大约是公元1300年到1350年之间的。
提到了智利南部和阿根廷地区的原住民们的纺织品的存在的最早的历史文件，可以上溯到十六世纪的欧洲人探险家和拓荒者们的记述。这些记述宣称，当欧洲人到达了阿劳卡尼亚地区时，当地的原住民穿着“骆驼”毛做的纺织品，而他们的这些原材料是从他们养殖的那些动物那里获得的。之后，由于欧洲人带来了羊，这些印第安人开始养殖这些动物，并使用它们的毛制作织物，这之后，使用羊毛比使用骆驼科动物的毛更加流行了。大约在十六世纪末，这些羊发生了退化，它们的身体更加强健，毛更加厚、更加长，甚至胜过了欧洲人带来的牛的毛。这些特征暗示了它们也许是更高品質的动物。
这些织物是妇女们制作的。妇女们的这门知识是代代相传的。她们通过口述和做手势模拟来传播这门知识，并且这门知识的传播通常是在家庭环境中的。由于具有这些纺织知识，因此这些妇女很受重视：通过对这些织物的发展，妇女们扮演了一个重要的经济角色和文化角色。因此，如果一名男子要娶一位优秀的纺织女的话，他给出的赠礼就得贵上许多。
如今，许多马普切妇女仍然在按照她们祖先的习俗而制作薄织物，并按照同样的方式传授她们的知识：在家族范围内，由母亲传给女儿，由外祖母传给外孙女，就跟过去一样。这种学习形式是基于手势模拟的，只有在非常必要时，学习者才会得到指导者的明确的教导或者帮助，并且这样的情况是很少发生的。这就意味着，学习这门知识要靠对纺织的领悟，并且要靠双方的意会。
在安第斯社会，纺织品是很重要的。它们被发展成为衣物和家庭中的工具与遮蔽物，有时还是身份的标志。纺织品的这一特性在十六和十七世纪的阿劳卡尼亚地区是显而易见的。根据智利的各个编年史作者报道，这些印第安人在与西班牙人签订条约时，会争取得到西班牙人的衣物和织物，以作为他们的战利品，此外，甚至连他们的尸体在出殡时也会穿上自己最好的衣服。
此外，这些织物还是这些印第安人们的交换货物，对于他们非常重要。十六世纪的许多记述显示，这些薄织物被用来在不同的原住民群体间进行物物交换，而在欧洲人的殖民地被建立了之后，它们又在原住民和拓荒者之间被交换。这样的物物交换使得这些印第安人能够得到他们不生产的货物或者他们认为很有价值的货物，比如马匹。原住民妇女们制作的这些薄织物在阿劳卡尼亚和阿根廷的巴塔哥尼亚的北部被交易。它们成为了原住民家庭的一份极其重要的经济资源。因此，在欧洲人定居该地区之前，原住民生产纺织品仅仅是为了家庭或者群落的成员们使用，是错误的说法。
现在，马普切人们织出的这些纺织品继续被在家庭里使用，并同样也作为礼物被赠送，或者作为货物被销售或进行物物交换。不过，现在的妇女们及其家人穿的是外来款式的衣物，并且这些衣物是以工业来源的材料裁制的。现在他们使用的织物中，只有彭丘、毯子、带子还是传统式的。妇女们制作的许多纺织品都被用来交易，并且它们通常是重要的家庭收入来源。

## 马普切人与智利人
在智利独立之前，马普切人被视为一个单独的民族，而随着智利在19世纪10年代独立，马普切人开始被智利人视为智利人。历史学家冈萨洛·比亚尔宣称，智利共和国欠着马普切人一笔“历史之债”。而激进的阿劳科-马列科协调者则致力于马普切人的民族解放事业。

## 扩展阅读
- 大地之语：阿根廷与智利的马普切语 （页面存档备份，存于）, 2007, ISBN 978-87-91563-37-9
- 花开二度：一位马普切女权斗士的生平与年代, 2002, ISBN 978-0-8223-2934-3
- 品尝鲜血的勇气：尼古拉斯·艾利奥的马普切人共同体与智利政府，1906-2001, 2005, ISBN 978-0-8223-3585-6
- 智利的新自由主义经济与民主变迁，以及马普切人对权利的要求, 2006, ISBN 978-0-8130-2938-2
- 冬木祭司：智利马普切人的性、力量和治疗术, 2007, ISBN 978-0-292-71658-2
- 马普切语语法, 2007, ISBN 978-3-11-019558-3
- 马普切人的梦幻作品
- 阿道夫·弗朗西斯·班德利尔, ,  1, 纽约: 罗伯特·阿普尔顿公司, 1907  [2012-10-05], （原始内容存档于2020-11-27）
- 施特凡·艾姆 (2010). 智利殖民地的马普切宗教概念化（1545-1787） （页面存档备份，存于）
- 路易·法龙 (1961). 马普切人社会结构, 伊利诺伊人类学1号研究室 (厄巴纳: 伊利诺伊大学出版社).